# 考德威爾號驅逐艦 (DD-69)
考德威爾號驅逐艦（舷號DD-69）是一艘隸屬於美國海軍的驅逐艦，為考德威爾級驅逐艦的首艦。她是美軍第一艘以考德威爾為名的軍艦，以紀念美法准戰爭時期的海軍軍官詹姆士·考德威爾（James R. Caldwell）。
考德威爾號在1916年於馬爾島海軍造船廠開始建造，在1917年下水服役，其時美國已參與第一次世界大戰。接著考德威爾號由太平洋調往大西洋，派往法國及愛爾蘭海域，掩護協約國船隻。戰後考德威爾號留在加勒比海巡航，在1922年退役。1936年考德威爾號除籍，並出售拆解。